# 舒列夫足球會
蒂拉斯波尔舒列夫足球會（俄语：ФК Шериф Тирасполь）是一家摩爾多瓦的足球會，位於蒂拉斯波爾市（德涅斯特河沿岸摩爾達維亞共和國首都）內。球隊現多會使用警长足球會的簡稱，目的是為了與另一支已解散的球隊蒂拉斯波爾足球俱樂部區分。

## 歷史

### 成立
舒列夫足球會成立於1996年，原名FC Tiras Tiraspol，当时是摩尔多瓦B组联赛（摩尔多瓦第三级联赛）球队，1997年由德涅斯特河沿岸著名企业谢里夫公司所收购，并改为现名。“谢里夫”（Шериф）在俄语中意为“警长”，其创始人维克托·古桑（Виктор Гушан）曾是一名警察，故该球队也可意译为蒂拉斯波尔警长。1998年，球队升入摩尔多瓦国家联赛。於2002年，公司更於蒂拉斯波爾興建豪華的球場，並命名為謝里夫體育場，為該隊提供一個屬於他們的主場。

### 稱霸國內聯賽
自2001年起，舒列夫便一直於摩爾多瓦足球聯賽中稱霸，至今已經連續9次蟬聯聯賽錦標。球隊於摩爾多瓦盃中也取得好成績，分別於1999年、2001年、2002年、2006年、2008年及2009年六奪冠軍。

### 獨聯體盃
在國際賽事方面，舒列夫於獨聯體盃中先後於2003年及2009年取得冠軍，成為首支摩爾多瓦球會贏得國際錦標的隊伍。

### 晉身歐冠分組賽
舒列夫是眾多摩爾多瓦足球會中與巴西和非洲球員簽約的球會。於2021–22球季首次晉身歐冠分組賽。他们們被分到D組面對國際米蘭、皇家馬德里和頓涅茨克礦工。 9月15日，舒列夫在首場小組賽中以2-0戰勝頓涅茨克礦工，隨後在 9月28日在聖地亞哥·伯納烏球場以2-1的比分擊敗皇家馬德里，塞巴斯蒂安·蒂爾在第89分鐘打進致勝一球。雖然球隊隨後兩度不敵國際米蘭及於主場敗給皇馬，但最後一場仍能於客場以1-1賽和薩克達, 取得七分轉戰歐霸盃淘汰賽預賽， 將與一支歐霸盃小組亞軍隊伍爭奪十六強席位。

## 球迷

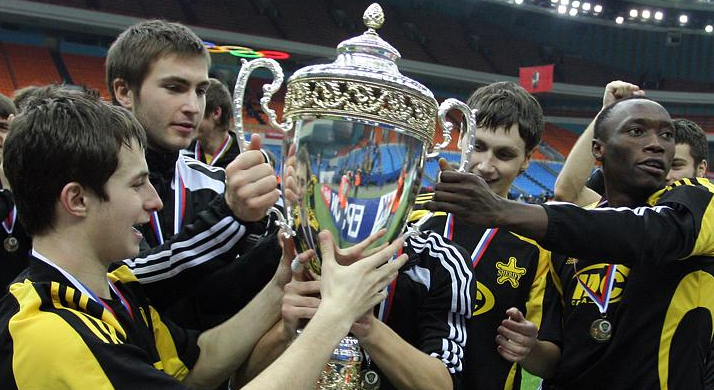
舒列夫球員慶祝奪得2009年獨聯體盃

舒列夫於德涅斯特河沿岸摩爾達維亞共和國擁有龐大的球迷團，同時球隊與當地所有球會均保持良好的關係。另外，由於舒列夫與蒂拉斯波爾位於同一城市，因此兩隊是雙方的主要競爭對手。 
每當球隊來自摩爾多瓦但非聶斯特河沿岸，並與舒列夫存有敵對關係時，舒列夫的球迷便會高呼聶斯特河沿岸要從摩爾多瓦中獨立。

## 球會錦標
- 摩爾多瓦國家足球聯賽: 21

2000–01, 2001–02, 2002–03, 2003–04, 2004–05, 2005–06, 2006–07, 2007–08, 2008–09, 2009–10, 2011–12, 2012–13, 2013–14, 2015–16, 2016–17, 2017, 2018, 2019, 2020–21, 2021–22, 2022/23
- 摩爾多瓦盃: 9

1999, 2001, 2002, 2006, 2008, 2009, 2010, 2015, 2017
- 摩爾多瓦超級盃: 7

2003, 2004, 2005, 2007, 2013, 2015, 2016
- 獨聯體盃: 2

2003, 2009

## 現役球員
As of 20 July 2017
註釋：國旗表示球員在國際足聯資格規則定義的國家隊。球員可能擁有一個以上非國際足聯國籍。
| 號碼 |            | 位置 | 球員               |
| ---- | ---------- | ---- | ------------------ |
| 1    | 克罗地亚   | 门将 | Zvonimir Mikulić   |
| 3    | 摩尔多瓦   | 后卫 | Ion Jardan         |
| 4    | 摩尔多瓦   | 后卫 | Petru Racu         |
| 6    | 巴西       | 后卫 | Victor Oliveira    |
| 7    | 巴西       | 中场 | Joálisson          |
| 8    | 库拉索     | 中场 | Jeremy de Nooijer  |
| 9    | 蒙特內哥羅 | 前锋 | Stefan Mugoša      |
| 12   | 摩尔多瓦   | 门将 | Maxim Bardîș       |
| 14   | 布吉納法索 | 后卫 | Wilfried Balima    |
| 15   | 巴西       | 后卫 | Cristiano da Silva |
| 17   | 摩尔多瓦   | 中场 | Vsevolod Nihaev    |
| 18   | 摩尔多瓦   | 中场 | Gheorghe Anton     |
| 19   | 摩尔多瓦   | 中场 | Artiom Bilinschii  |
| 20   | 布吉納法索 | 中场 | Cyrille Bayala     |

| 號碼 |                      | 位置 | 球員                   |
| ---- | -------------------- | ---- | ---------------------- |
| 22   | 摩尔多瓦             | 前锋 | Marin Căruntu          |
| 23   | 斯洛伐克             | 后卫 | Dionatan Teixeira      |
| 25   | 摩尔多瓦             | 门将 | Sergiu Juric           |
| 26   | 摩尔多瓦             | 后卫 | Ivan Voropai           |
| 27   | 摩尔多瓦             | 前锋 | Andrei Cobeț           |
| 30   | 克罗地亚             | 中场 | Josip Brezovec         |
| 32   | 摩尔多瓦             | 中场 | Evgheni Oancea         |
| 33   | 摩尔多瓦             | 中场 | Mihail Caimacov        |
| 37   | 摩尔多瓦             | 后卫 | Vitalie Bordian        |
| 39   | 比利时               | 前锋 | Ziguy Badibanga        |
| 55   | 波斯尼亚和黑塞哥维那 | 后卫 | Mateo Sušić（captain） |
| 90   | 摩尔多瓦             | 后卫 | Veaceslav Posmac       |
| 99   | 摩尔多瓦             | 前锋 | Vitalie Damașcan       |

## 外部連結
- 官方网站
- 球隊資料 - moldova.sports.md （页面存档备份，存于）